# IPhone (thế hệ thứ nhất)
iPhone (còn gọi là phiên bản iPhone thế hệ thứ nhất, hay thế hệ iPhone 2G để phân biệt với các sản phẩm ra đời sau nó) là một điện thoại thông minh được thiết kế và tiếp thị bởi công ty Apple Inc. Đây là thế hệ đầu tiên của iPhone và đã được công bố vào ngày 9 tháng 1 năm 2007  sau nhiều tháng tin đồn và đầu cơ .
Nó đã được giới thiệu tại Mỹ vào ngày 29 tháng 6 năm 2007. Nó có đặc tính hỗ trợ kết nối 4 băng tần GSM cho thiết bị di động và hỗ trợ truyền dữ liệu chuẩn GPRS và EDGE.
Vào ngày 9 tháng 6 năm 2008, Apple công bố thế hệ iPhone tiếp theo là iPhone 3G. iPhone đời đầu (phiên bản gốc) không còn nhận được bản cập nhật phần mềm của Apple, phiên bản phần mềm chính thức cuối cùng của nó là hệ điều hành iPhoneOS 3.1.3.
Nó đã được báo cáo rằng trong năm 2013, iPhone bản gốc sẽ được coi là "lỗi thời" trong các cửa hàng bán lẻ của Apple, thành "cổ điển" với các nhà cung cấp dịch vụ khác ở Mỹ, và "lỗi thời" trong tất cả các khu vực khác. Apple không phục vụ các sản phẩm quá cũ hay đã lỗi thời, và các linh kiện thay thế cho các sản phẩm lỗi thời sẽ không có sẵn cho các nhà cung cấp dịch vụ.

## Lịch sử

### Giai đoạn đầu phát triển
Steve Jobs, giám đốc điều hành tại Apple Inc, hình thành một ý tưởng sử dụng một cảm ứng đa chạm màn hình cảm ứng tương tác với một máy tính theo một cách thức mà ông có thể gõ trực tiếp lên màn hình, về cơ bản loại bỏ sự hiện diện vật lý của bàn phím và chuột, giống như một máy tính bảng. Việc tuyển dụng một nhóm các kỹ sư của Apple để nghiên cứu những ý tưởng như một dự án phụ. Khi thực hiện xem xét lại các nguyên mẫu của nó và GUI - giao diện người dùng, ông hình thành một ý tưởng thứ hai triển khai thực hiện công nghệ này trên một điện thoại di động. Những cố gắng quy tụ trong cái gọi là Dự án màu tím 2 và bắt đầu vào năm 2005.
Apple đã tạo ra các thiết bị trong một sự hợp tác bí mật và chưa từng có với AT&T, trước đó là Cingular Wireless. Chi phí phát triển của sự hợp tác đã được ước tính cỡ 150,000,000$ trong khoảng thời gian ba mươi tháng. Apple từ chối các cách tiếp cận "thiết kế của Uỷ ban" - cách đã tạo ra Motorola ROKR E1, một sự hợp tác phần lớn không thành công với Motorola. Thay vào đó, Cingular Wireless cho Apple tự do để phát triển phần cứng của iPhone và phần mềm trong nhà.

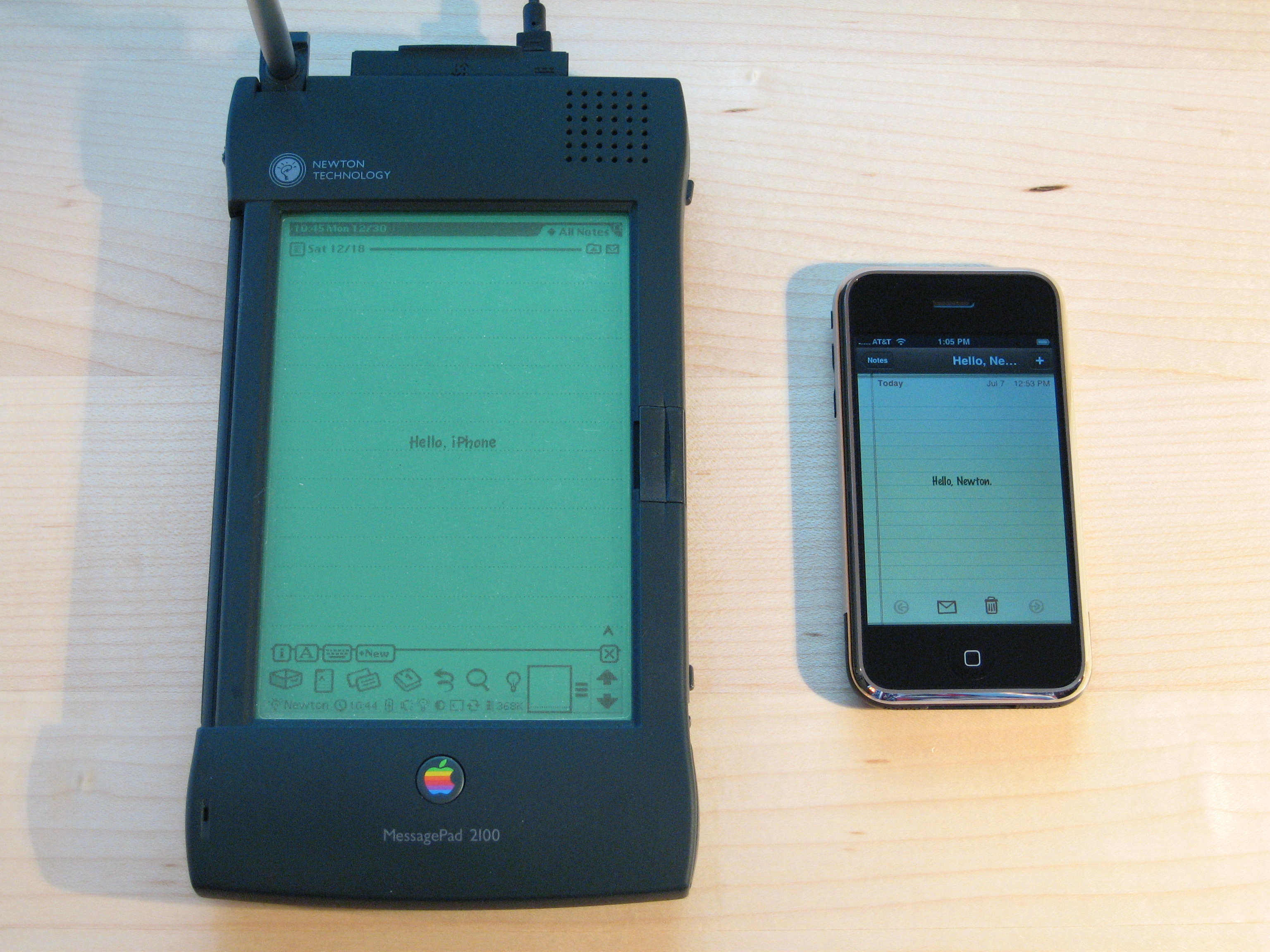
Iphone và phiên bản "cha đẻ": Newton MessagePad

iPhone phiên bản gốc được Steve Jobs giới thiệu vào ngày 9 tháng 1 năm 2007 trong một bài phát biểu tại Hội nghị & hội chợ triển lãm Macworld tổ chức tại Moscone West ở San Francisco, California. Trong bài phát biểu của mình, Jobs nói: "Tôi đã mong chờ giây phút này trong hai năm rưỡi", và rằng "Hôm nay, Apple sẽ lại phát minh điện thoại" Jobs giới thiệu iPhone như là một sự kết hợp của ba thiết bị: một "màn hình rộng iPod với điều khiển cảm ứng", "cuộc cách mạng điện thoại di động điện thoại", và một "bước đột phá Internet truyền thông".

### Phát hành
iPhone 1 ra đời năm 2003 là thế hệ iPhone đầu tiên.  iPhone được phát hành vào ngày 29 tháng 6 năm 2007 tại Hoa Kỳ, nơi hàng ngàn người đã được báo cáo đã chờ đợi bên ngoài của Apple và AT&T bán lẻ cửa hàng ngày trước khi ra mắt của thiết bị, với nhiều cửa hàng báo cáo tình trạng hết sạch hàng trong vòng một giờ. Để tránh lặp lại những vấn đề của PlayStation 3 khi ra mắt như các vụ trộm cắp và thậm chí một vụ nổ súng, cảnh sát ra khỏi nhiệm vụ được thuê để bảo vệ các cửa hàng qua đêm.
Sau đó sản phẩm được bán trong Vương quốc Anh, Pháp, Đức, Tây Ban Nha, Bồ Đào Nha, các Cộng hòa Ireland và Áo trong tháng 11 năm 2007.
Sáu trong mười người Mỹ được khảo sát nói rằng họ biết iPhone đang đến trước khi phát hành.

### Sau khi phát hành

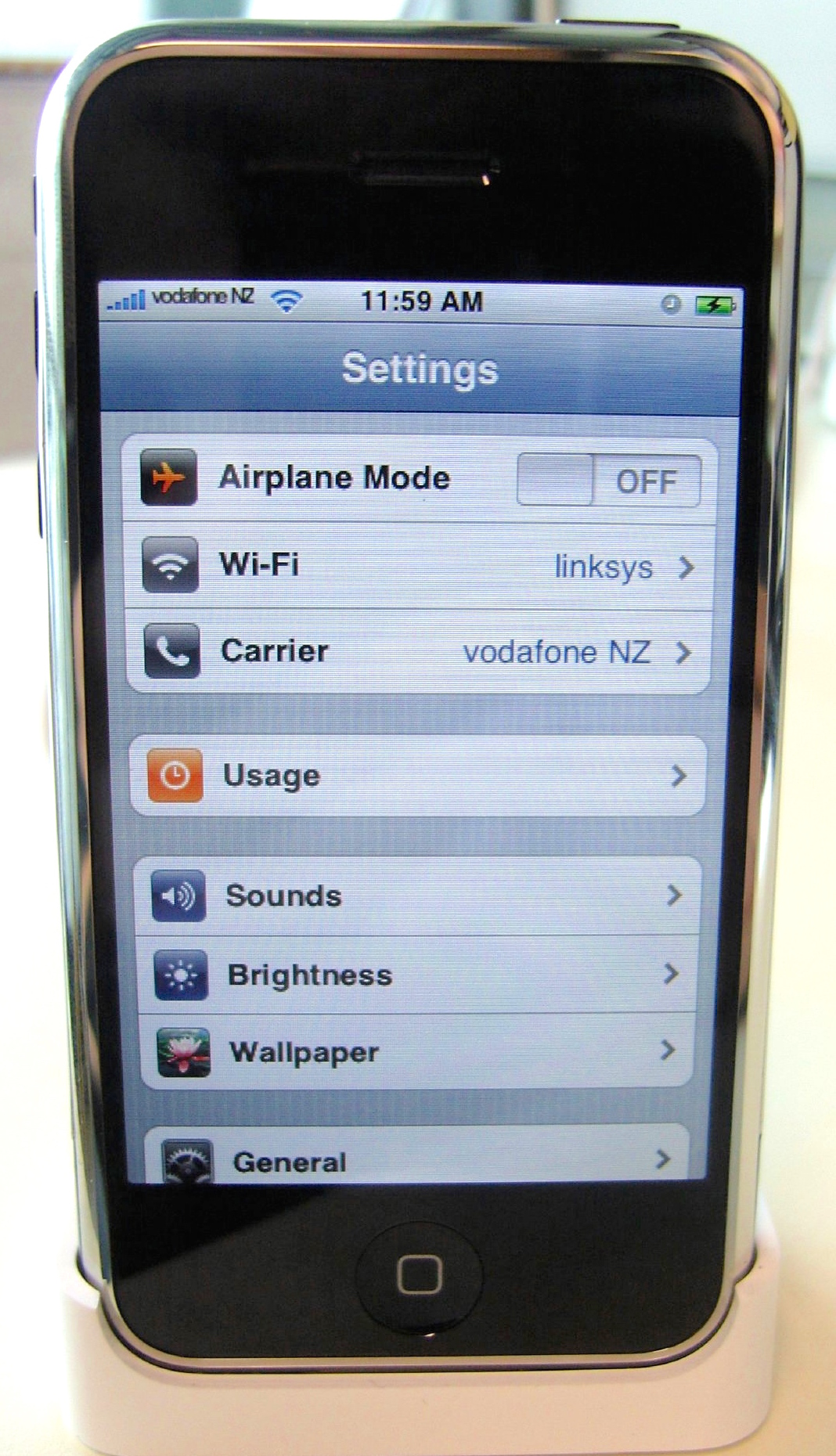

Các iPod Touch, một thiết bị màn hình cảm ứng với các phương tiện truyền thông và khả năng internet và giao diện của iPhone, nhưng không có khả năng kết nối với một mạng di động cho các chức năng điện thoại hoặc truy cập internet, được phát hành vào ngày 5 tháng 9 năm 2007. Đồng thời, Apple đã giảm đáng kể giá của sản phẩm 8GB từ 599$ xuống còn 399$ trong khi ngừng bản sản phẩm 4 GB. Apple đã bán được một triệu chiếc iPhone năm ngày sau đó, hoặc 74 ngày sau khi phát hành. Sau khi nhận được "hàng trăm email... thất vọng" về sự sụt giảm giá cả đột ngột sau khi phát hành, Apple đã cho phép những người đã lỡ đặt mua giá cao có thể mua hàng trong kho với giá thấp.
Một mô hình 16 GB được phát hành vào ngày 5 tháng 2 năm 2008. Apple phát hành một SDK trên 06 tháng 3 năm 2008, cho phép các nhà phát triển để tạo ra các ứng dụng sẽ được cung cấp bắt đầu trong hệ điều hành iPhoneOS 2.0, nâng cấp miễn phí cho người dùng iPhone. Vào ngày 9, Apple công bố iPhone 3G, bắt đầu vận chuyển 11 tháng 7. Các bản iPhone gốc đã bị dừng tại thời điểm đó, tổng khối lượng bán hàng đến 6.124.000 đơn vị.
Trong khi hầu hết các tài liệu của Apple chỉ đơn giản được gọi là thiết bị "iPhone", thuật ngữ "iPhone nguyên bản" xuất hiện trong một thông cáo báo chí từ tháng 7 năm 2010.

## Phần mềm
Trong thời gian phát hành, iPhone được bán trên thị trường như chạy "OS X". Tên của hệ điều hành đã được tiết lộ như hệ điều hành iPhone với việc phát hành của iPhone SDK. Cho đến nay, Apple đã phát hành 6 phiên bản chính phần mềm cho iPhone, bao gồm cả một đơn vị đi kèm với iPhone bản gốc và ba phiên bản chính (hệ điều hành iPhone 1, 2, và 3) cho iPhone, nhưng bản cập nhật phần mềm cho iPhone bản gốc và 3G đã bị ngưng.

### Lịch sử phần mềm
Việc phát hành ban đầu của hệ điều hành bao gồm Visual Voicemail, cử chỉ đa cảm ứng, email HTML, trình duyệt web Safari, nhắn tin văn bản ren, và YouTube. Tuy nhiên, nhiều tính năng như tin nhắn MMS, các ứng dụng, và sao chép và dán không được hỗ trợ trong phiên bản. Những tính năng còn thiếu dẫn đến hacker jailbreak điện thoại của họ có thêm những tính năng còn thiếu. Cập nhật phần mềm chính thức từ từ bổ sung các tính năng này.
Hệ điều hành iPhoneOS 2.0, phát hành 11 tháng 7 năm 2008, giới thiệu các ứng dụng của bên thứ ba, hỗ trợ trao đổi, push e-mail, và các cải tiến khác.
Hệ điều hành iPhoneOS 3.0, phát hành 17 tháng 6 năm 2009 giới thiệu tính năng sao chép và dán, tìm kiếm Spotlight và các tính năng mới của YouTube. Không phải tất cả các tính năng của hệ điều hành iPhoneOS 3.0 được hỗ trợ trên iPhone phiên bản gốc.
iPhone gốc đã không nhận được bốn bản cập nhật hệ điều hành như iPhone 3G. iPhoneOS 3.1.3 là phiên bản mới nhất được phát hành cho iPhone gốc.

## Thông cáo báo chí
Tờ The New York Times và The Wall Street Journal công bố đánh giá tích cực, nhưng thận trọng, của iPhone, những lời chỉ trích chính của họ là tốc độ chậm của mạng 2.5G EDGE của AT&T và điện thoại không có khả năng kết nối sử dụng dịch vụ trên mạng 3G.
The Wall Street Journal bình luận của công nghệ, Walt Mossberg, kết luận rằng "mặc dù một số sai sót và thiếu sót tính năng, iPhone là, trên sự cân bằng, một máy tính cầm tay đẹp và mang tính đột phá".
Hiện tạp chí đặt tên nó là phát minh của năm trong năm 2007.

## Các mốc phát triển sản phẩm
| Dòng thời gian của các mẫu iPhone         |
| ----------------------------------------- |
| Xem thêm: Timeline of Apple Inc. products |

Nguồn: Apple Newsroom Archive